# AutoMat
AutoMat (do roku 2019 Auto*Mat) je pražský spolek, jenž prosazuje lepší prostředí pro kvalitní život ve městě. Zajímá se o dopravní politiku Prahy ve prospěch pěší, veřejné a cyklistické dopravy. Připomínkuje dopravní projekty Prahy a lobbuje za jejich dlouhodobou udržitelnost či efektivní využití veřejných peněz. Pořádá také sousedské slavnosti Zažít město jinak, motivační soutěž Do práce na kole či vzdělává žáky škol v oblasti udržitelné mobility. Je členem sítě World Carfree Network a asociace Zelený kruh.
Aktivity a historie AutoMatu od jeho vzniku jakožto iniciativy v roce 2003 až do roku 2009 jsou částečně zdokumentovány ve stejnojmenném filmu Auto*Mat režiséra Martina Marečka.

## Historie
Ve formě občanského sdružení vznikl Auto*Mat až v roce 2007 v reakci na silnou účast na podzimní Cyklojízdě, ale jako neformální aktivistická platforma existoval od roku 2003. U jeho zrodu stála občanská sdružení Oživení, Pražské matky a „Motus“ (produkce divadla Alfred ve dvoře).
V srpnu 2019 spolek představil nový vizuální styl svého prezentování, z názvu zmizela hvězdička a zbyl nápis AutoMat, odstraněna byla také charakteristická oranžová barva. V logu je název stylizován jako ÅutoMat. Novým sloganem se stalo heslo „Nádech pro město". Autorem vizuálu je studio Butterflies & Hurricanes.

## Aktivity

### Zažít město jinak
Zažít město jinak jsou sousedské slavnosti pořádané AutoMatem vždy třetí sobotu v září (v rámci Evropského týdne mobility) po celém Česku. Koncept Zažít město se vyvinul z nápadu několika přátel (tehdy členové sdružení Oživení a Motus), kteří v roce 2006 uspořádali dvoudenní happening na Smetanově nábřeží v Praze. V roce 2017 se akce konala na 68 místech v Praze a ve 21 městech.

### Do práce na kole
AutoMat od roku 2011 pořádá v květnu i v jiných měsících kampaň na podporu cyklistické dopravy do zaměstnání Do práce na kole. Ta funguje po celém Česku, v roce 2019 výzvu přijalo 19 576 zaměstnanců z 2 660 firem, což bylo nejvíce v historii. Podstatou je kromě motivace zdravějšího a udržitelnějšího dojíždění také anonymní mapování tras dojíždějících. Města pak mohou podklady tras a dalších informací využít při plánování infrastruktury. Paralelně funguje také výzva Do školy na kole, ta měla účast 60 škol.

### Cyklojízdy

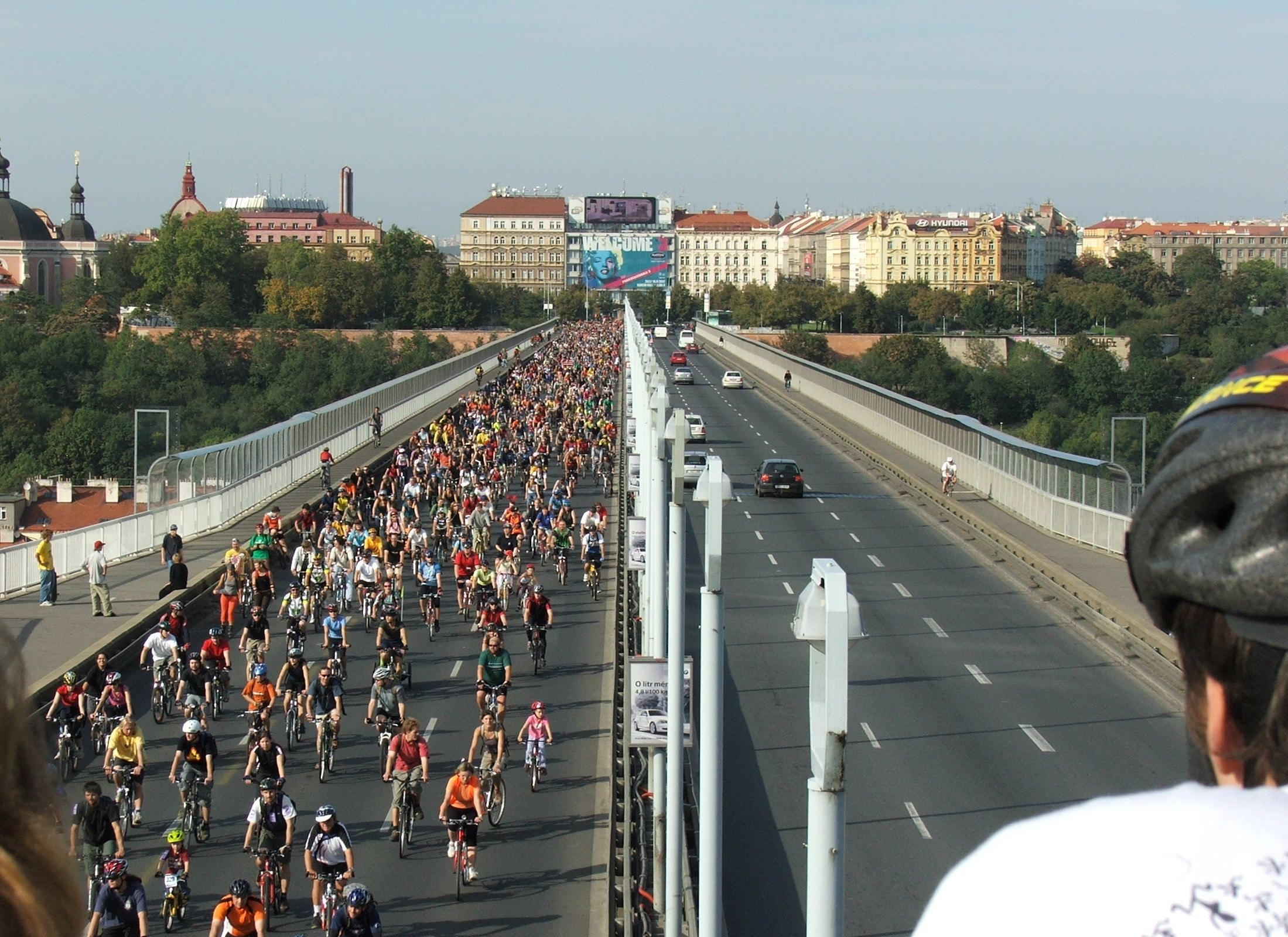
Podzimní cyklojízda v roce 2007

Jednou z viditelných aktivit jsou také pravidelné cyklojízdy.

### Lobbing
V roce 2009 spolek protestoval proti rušení přechodů. V roce 2010 mimo jiné úspěšně usiloval a lobbingem s nátlakovými akcemi dosáhl zachováním zúžení severojižní magistrály v části ulice Legerova ze čtyř na tři pruhy. To přineslo zlepšení emisí o třetinu i omezení hlučnosti.
V roce 2007 se zástupci uskupení vsadili s tehdejším pražským primátorem Pavlem Bémem, že pokud se nepodaří postavit tunel Blanka za vysoutěženou cenu, odpracuje Pavel Bém pro Auto*Mat padesát hodin jako dobrovolník. Ten však svůj slib dosud nesplnil.
Spolek řešil také kauzu zákazu jízd v pěších zónách Prahy 1 v roce 2018 či potenciální zákaz všech elektrokol na pěších zónách Prahy 1 v roce 2020.

### Ostatní aktivity
- Magazín Městem na kole (dříve Prahou na kole) – v roce 2008 vznikl nezávislý projekt magazínu zaměřeného na cyklistickou dopravu. Z počátku se jednalo o blog a cyklistickou mapu se zaměřením na Prahu, postupně se ale stránka začala profilovat jako online magazín informující o dění v oblasti cyklistické dopravy v Praze, Česku i zahraničí všeobecně. V roce 2021 došlo k přejmenování na Městem na kole. Magazín nabízí pravidelné zpravodajství ze světa cyklistické dopravy, návody, názorové články, ale i online mapu a plánovač doporučených tras pro jízdu na kole po Praze i v dalších městech.[19][20]
- Projekt Vzdělávání o udržitelné dopravě na školách[21] či Generace U[22] – sada aktivit zasaditelných do Rámcového vzdělávacího programu, které motivují žáky a učitele k přemýšlení o svém městě a o prostředí, v němž žijí.[23]
- Festival Městem! – od roku 2019 pořádaný filmový festival který se kromě urbanismu věnoval dopravě ve městech a jejímu vlivu na zdejší životy.[24] První ročník se konal 20. září 2019 v kinu Ponrepo.[25]
- Projekt Zelená mapa Prahy v tištěné a elektronické online podobě mapoval příjemná místa, trasy a lokální ekonomiku v Praze. Od roku 2015 není dále aktualizována.[26]
- Vize25 – dokument z roku 2014, vize pro novou koncepci mobility a veřejného prostoru v hlavním městě.[27] Zabývá se podporou cyklistické a pěší dopravy, "humanizací" magistrály (angažoval se ve sjednocení postupu městských částí Praha 2, 4 a 7),[28][29] plošného dopravního zklidňování pomocí zón „Tempo 30“, výstavbou Městského okruhu (tunel Blanka a jeho pokračování) či výstavbou Pražského okruhu.
- Vznik pomníku Bike to Heaven v místě, kde byl v roce 2006 při dopravní nehodě při střetu s automobilem smrtelně zraněn Jan Bouchal (autor Krištof Kintera, odhalení 9. září 2013; Ghost bike).